# Jovan Bogdanović
Jovan (Jovo) Bogdanović, srbski general, * 20. januar 1915, † 6. oktober 1997.

## Življenjepis
Leta 1940 je vstopil v KPJ, naslednje leto pa v NOVJ.
Po vojni je končal šolanje na Višji vojaški akademiji JLA. Upokojen je bil leta 1966.

## Odlikovanja
- Red zaslug za ljudstvo
- Red bratstva in edinstva